# فيف باسباي
فيفيان دينيس باسباي (19 يونيو 1949 - 8 مايو 2024) والمعرُوف أكثر باسم فيف باسباي، هو لاعب ومدرب إنجليزي محترفًا لكرة القدم. لعب لصالح ويكومب واندررز، ولوتون تاون، ونيوكاسل يونايتد، وفولهام نورويتش سيتي، وستوك سيتي، وشيفيلد يونايتد، وتلسا رافنكس، وبلاكبيرن روفرز، ومدينة يورك.

## حياته الشخصية
كان باسبي الأخ الأكبر للاعب خط وسط كوينز بارك رينجرز السابق مارتين باسباي.

## وفاته
توفي فيف باسباي في 8 مايو 2024 عن عمر ناهز الخامسة والسبعين.